# Diego Abatantuono
Diego Abatantuono, né le 20 mai 1955 à Milan est un acteur italien.

## Biographie
Diego Abatantuono est devenu populaire auprès du public italien dans les années 1980 en interprétant des caricatures de Milanais dans une série de comédies populaires. D'abord spécialisé dans les personnages comiques, il s'est ensuite illustré dans des rôles dramatiques. La plupart de ses films ont connu principalement une distribution italienne, mais il est également apparu dans des œuvres diffusées à l'étranger, comme Nirvana de Gabriele Salvatores, Le Témoin du marié de Pupi Avati ou Concurrence déloyale d'Ettore Scola.

## Filmographie

### Cinéma
- 1976 : Les Féroces (Liberi armati pericolosi) : Lucio
- 1979 : Saxofone : Il tifoso
- 1980 : Una vacanza bestiale : Galeazzo
- 1980 : Plus il est con, plus il s'en donne l'air (Fantozzi contro tutti) : Cecco, il nipote del fornaio
- 1980 : Prestami tua moglie : L'esattore della luce
- 1980 : Arrivano i gatti : Felice
- 1980 : Il pap'occhio : Padre Gabriele
- 1980 : Le Coq du village (Fico d'India) de Steno : Capo delle 'Belve'
- 1981 : I carabbinieri : Brigadiere Esposito
- 1981 : Le Tango de la jalousie (Il tango della gelosia) de Steno : Diego
- 1981 : I fichissimi : Felice
- 1982 : Sballato, gasato, completamente fuso : Ducho
- 1982 : Viuuulentemente mia : Achille Cotone
- 1982 : Biancaneve & Co. : Narrateur (voix)
- 1982 : Eccezzziunale... veramente : Donato Cavallo / Franco Alfano / Tirzan
- 1982 : Scusa se è poco : Piero
- 1982 : Grand Hotel Excelsior : Mago di Segrate
- 1982 : Attila flagello di Dio : Aldarico / Attila
- 1983 : Il ras del quartiere : Domingo Ras
- 1983 : Arrivano i miei : Julio Navarro
- 1985 : Tranches de vie
- 1986 : Regalo di Natale : Franco Mattioli
- 1987 : Strana la vita : Dario
- 1987 : Ultimo minuto : Duccio
- 1987 : Kamikazen - ultima notte a Milano : Man at the race-course
- 1987 : Un enfant de Calabre (Un ragazzo di Calabria) : Nicola
- 1988 : I cammelli : Camillo
- 1989 : Marrakech Express de Gabriele Salvatores : Ponchia
- 1990 : Vacanze di Natale '90 : Nick
- 1990 : Strada blues (Turnè) : Dario
- 1991 : Mediterraneo : Nicola Lorusso
- 1992 : Puerto Escondido : Mario Tozzi
- 1993 : Per amore, solo per amore : Joseph
- 1993 : Nel continente nero : Fulvio Colombo
- 1993 : Arriva la bufera : Damiano Fortezza
- 1994 : Il toro : Franco
- 1995 : Camerieri : Tangaro
- 1995 : Viva San Isidro : Padre Pedro
- 1996 : Il barbiere di Rio : Matteo
- 1997 : Camere da letto : Dario
- 1997 : Nirvana de Gabriele Salvatores : Solo
- 1997 : Le Témoin du marié (Il testimone dello sposo) : Angelo Beliossi
- 1998 : Figli di Annibale : Tommaso
- 1998 : Matrimoni : Paolo
- 1998 : Paparazzi : le roi
- 1999 : Tifosi : Vito La Monica / Zebrone
- 2000 : Metronotte : Paolo Torregiani
- 2001 : Concurrence déloyale (Concorrenza sleale) : Umberto Melchiori'
- 2001 : Mari del sud : Alberto Brogini
- 2001 : Momo alla conquista del tempo : Mastro Ora (voix dans la version italienne)
- 2002 : Amnèsia : Sandro
- 2003 : L'Été où j'ai grandi (Io non ho paura) de Gabriele Salvatores : Sergio
- 2004 : La rivincita di Natale de Pupi Avati : Franco Mattioli
- 2006 : Eccezzziunale... veramente: capitolo secondo... me : Donato Cavallo / Franco Alfano / Tirzan
- 2007 : La cena per farli conoscere  de Pupi Avati : Sandro Lanza
- 2007 : 2061: Un anno eccezionale : Professor Maroncelli
- 2007 : L'abbuffata : Neri
- 2009 : Gli amici del bar Margherita de Pupi Avati
- 2014 : Les Fortunés (La gente che sta bene) de Francesco Patierno
- 2018 : Tu peux embrasser le marié d'Alessandro Genovesi

### Télévision
- 1980 : Poco a poco (feuilleton TV)
- 1982 : Due di tutto (série télévisée)
- 1984 : Diego al 100% (série télévisée) : Diego
- 1988 : Le Secret du Sahara (Segretodel Sahara, Il) (feuilleton TV) : Orso, the desertor
- 1988 : Euroflics (Eurocops", "Il commissario Corso) (série télévisée) : Commissario Corso
- 1989 : La moglie ingenua e il marito malato (TV)